# Sōbu-Hauptlinie
| |                         |                                                                           |                                                                           |
| Streckenlänge: | 120,5 (Tokio-Chōshi) km |                                                                           |                                                                           |
| Spurweite: | 1067 mm (Kapspur)       |                                                                           |                                                                           |
| Stromsystem: | 1500 V =                |                                                                           |                                                                           |
| |                         |                                                                           |                                                                           |
| \| \| \| Ochanomizu 御茶ノ水 Chūō-Sōbu-Linie bis hier parallel zur Chūō-Hauptlinie \| \| \| \| \| \| \| \| \| \| Chūō-Hauptlinie nach Tōkyō \| \| \| \| \| Akihabara 秋葉原 \| \| \| \| \| Yamanote-Linie, Keihin-Tōhoku-Linie \| \| \| \| \| Asakusabashi 浅草橋 \| \| \| \| \| \| \| \| \| 0,0 \| Tōkyō 東京 Streckenende der Yokosuka-Linie \| Tōkyō 東京 Streckenende der Yokosuka-Linie \| \| \| 1,2 \| Shin-Nihombashi 新日本橋 \| Shin-Nihombashi 新日本橋 \| \| \| 2,3 \| Bakurochō 馬喰町 \| Bakurochō 馬喰町 \| \| \| \| \| \| \| \| \| \| \| \| \| \| Sumida \| \| \| \| \| Ryōgoku 両国 \| \| \| \| \| ab hier viergleisig \| \| \| \| 4,8 \| Kinshichō 錦糸町 \| Kinshichō 錦糸町 \| \| \| \| Kameido 亀戸 nur Chūō-Sōbu-Linie (CS) \| \| \| \| \| Tōbu-Kameido-Linie \| \| \| \| \| Abzweig zum Frachtbahnhof Etchūjima \| \| \| \| \| ab hier fünfgleisig \| \| \| \| \| Hirai 平井 CS \| \| \| \| \| Arakawa \| \| \| \| 10,0 \| Shin-Koiwa 新小岩 \| Shin-Koiwa 新小岩 \| \| \| \| Frachtlinie zum Bahnhof Kanamachi ab hier viergleisig \| \| \| \| \| Koiwa 小岩 CS \| \| \| \| \| Edogawa Grenze zwischen Tokio und Chiba \| \| \| \| 15,4 \| Ichikawa 市川 \| Ichikawa 市川 \| \| \| \| Moto-Yawata 本八幡 CS \| \| \| \| \| Shimousa-Nakayama 下総中山 CS \| \| \| \| \| Nishi-Funabashi 西船橋 CS; Musashino- und Keiyō-Linien \| \| \| \| \| Keisei Hauptlinie \| \| \| \| \| Bahnhof Keisei-Funabashi; Tōbu-Noda-Linie \| \| \| \| 23,2 \| Funabashi 船橋 Bahnhof Tōbu-Funabashi \| Funabashi 船橋 Bahnhof Tōbu-Funabashi \| \| \| \| Higashi-Funabashi 東船橋 CS \| \| \| \| \| JR East Narashino Un’yu-ku 習志野運輸区 \| \| \| \| \| \| \| \| \| 26,7 \| Tsudanuma 津田沼 \| Tsudanuma 津田沼 \| \| \| \| Keisei Chiba-Linie \| \| \| \| \| Makuhari-Hongō 幕張本郷 \| \| \| \| \| zum Bahnhof Keisei-Makuhari \| \| \| \| \| Makuhari 幕張 CS \| \| \| \| \| Shin-Kemigawa 新検見川 \| \| \| \| \| Ost-Kantō-Autobahn \| \| \| \| 35,9 \| Inage 稲毛 \| Inage 稲毛 \| \| \| \| Nishi-Chiba 西千葉 CS \| \| \| \| (36,9) \| Kurosuna-shingōjō 黒砂信号場 \| Kurosuna-shingōjō 黒砂信号場 \| \| \| 39,2 \| Chiba 千葉 Endpunkt der Chūō-Sōbu-Linie \| Chiba 千葉 Endpunkt der Chūō-Sōbu-Linie \| \| \| 39,2 \| Bahnhof Keisei-Chiba und Chiba Monorail \| Bahnhof Keisei-Chiba und Chiba Monorail \| \| \| \| Abzweig der Sotobō-Linie; danach zweigleisig \| \| \| \| 40,1 \| Higashi-Chiba 東千葉 \| Higashi-Chiba 東千葉 \| \| \| 43,4 \| Tsuga 都賀 Chiba-Monorail \| Tsuga 都賀 Chiba-Monorail \| \| \| 46,9 \| Yotsukaidō 四街道 \| Yotsukaidō 四街道 \| \| \| \| Ost-Kantō-Autobahn \| \| \| \| 51,1 \| Monoi 物井 \| Monoi 物井 \| \| \| \| \| \| \| \| 55,3 \| Sakura 佐倉 \| Sakura 佐倉 \| \| \| \| \| \| \| \| \| Narita-Linie; ab hier eingleisig \| \| \| \| 59,3 \| Minamishisui 南酒々井 \| Minamishisui 南酒々井 \| \| \| \| Ost-Kantō-Autobahn \| \| \| \| 62,2 \| Enokido 榎戸 \| Enokido 榎戸 \| \| \| 65,9 \| Yachimata 八街 \| Yachimata 八街 \| \| \| 71,7 \| Hyūga 日向 \| Hyūga 日向 \| \| \| \| \| \| \| \| 76,9 \| Narutō 成東 \| Narutō 成東 \| \| \| \| Tōgane-Linie \| \| \| \| 82,5 \| Matsuo 松尾 \| Matsuo 松尾 \| \| \| 86,8 \| Yokoshiba 横芝 \| Yokoshiba 横芝 \| \| \| 90,6 \| Iigura 飯倉 \| Iigura 飯倉 \| \| \| 93,7 \| Yōkaichiba 八日市場 \| Yōkaichiba 八日市場 \| \| \| 98,8 \| Higata 干潟 \| Higata 干潟 \| \| \| 103,6 \| Asahi 旭 \| Asahi 旭 \| \| \| 106,3 \| Iioka 飯岡 \| Iioka 飯岡 \| \| \| \| \| \| \| \| 109,2 \| Kurahashi 倉橋 \| Kurahashi 倉橋 \| \| \| 111,8 \| Saruda 猿田 \| Saruda 猿田 \| \| \| \| Narita-Linie \| \| \| \| 117,3 \| Matsugishi 松岸 \| Matsugishi 松岸 \| \| \| 120,5 \| Chōshi 銚子 Beginn der Chōshi-Dentetsu-Linie \| Chōshi 銚子 Beginn der Chōshi-Dentetsu-Linie \| |                         |                                                                           |                                                                           |
| Bahnhof |                         | Ochanomizu 御茶ノ水 Chūō-Sōbu-Linie bis hier parallel zur Chūō-Hauptlinie | Ochanomizu 御茶ノ水 Chūō-Sōbu-Linie bis hier parallel zur Chūō-Hauptlinie |
| |                         |                                                                           |                                                                           |
| Abzweig geradeaus und nach rechts |                         | Chūō-Hauptlinie nach Tōkyō                                                | Chūō-Hauptlinie nach Tōkyō                                                |
| Turmbahnhof geradeaus oben |                         | Akihabara 秋葉原                                                          | Akihabara 秋葉原                                                          |
| Strecke |                         | Yamanote-Linie, Keihin-Tōhoku-Linie                                       | Yamanote-Linie, Keihin-Tōhoku-Linie                                       |
| Bahnhof |                         | Asakusabashi 浅草橋                                                       | Asakusabashi 浅草橋                                                       |
| Verschwenkung von rechts |                         |                                                                           |                                                                           |
| Bahnhof (im Tunnel) · Strecke | 0,0                     | Tōkyō 東京 Streckenende der Yokosuka-Linie                                | Tōkyō 東京 Streckenende der Yokosuka-Linie                                |
| Bahnhof (im Tunnel) · Strecke | 1,2                     | Shin-Nihombashi 新日本橋                                                  | Shin-Nihombashi 新日本橋                                                  |
| Bahnhof (im Tunnel) · Strecke | 2,3                     | Bakurochō 馬喰町                                                          | Bakurochō 馬喰町                                                          |
| Strecke nach halblinks (im Tunnel) · Strecke nach halbrechts |                         |                                                                           |                                                                           |
| Strecke von halblinks · Strecke von halbrechts (im Tunnel) |                         |                                                                           |                                                                           |
| Brücke über Wasserlauf · Strecke (im Tunnel) |                         | Sumida                                                                    | Sumida                                                                    |
| Bahnhof · Tunnelende |                         | Ryōgoku 両国                                                              | Ryōgoku 両国                                                              |
| Verschwenkung nach links · Verschwenkung nach rechts |                         | ab hier viergleisig                                                       | ab hier viergleisig                                                       |
| Bahnhof | 4,8                     | Kinshichō 錦糸町                                                          | Kinshichō 錦糸町                                                          |
| Haltepunkt / Haltestelle · Kopfbahnhof Streckenanfang |                         | Kameido 亀戸 nur Chūō-Sōbu-Linie (CS)                                     | Kameido 亀戸 nur Chūō-Sōbu-Linie (CS)                                     |
| Strecke · Strecke nach links |                         | Tōbu-Kameido-Linie                                                        | Tōbu-Kameido-Linie                                                        |
| Kopfbahnhof Streckenanfang und quer · Kreuzung geradeaus unten · Strecke von rechts |                         | Abzweig zum Frachtbahnhof Etchūjima                                       | Abzweig zum Frachtbahnhof Etchūjima                                       |
| Abzweig geradeaus und von links · Strecke nach rechts |                         | ab hier fünfgleisig                                                       | ab hier fünfgleisig                                                       |
| Haltepunkt / Haltestelle |                         | Hirai 平井 CS                                                             | Hirai 平井 CS                                                             |
| Brücke über Wasserlauf |                         | Arakawa                                                                   | Arakawa                                                                   |
| Bahnhof | 10,0                    | Shin-Koiwa 新小岩                                                         | Shin-Koiwa 新小岩                                                         |
| Abzweig geradeaus und nach links |                         | Frachtlinie zum Bahnhof Kanamachi ab hier viergleisig                     | Frachtlinie zum Bahnhof Kanamachi ab hier viergleisig                     |
| Bahnhof |                         | Koiwa 小岩 CS                                                             | Koiwa 小岩 CS                                                             |
| Brücke über Wasserlauf |                         | Edogawa Grenze zwischen Tokio und Chiba                                   | Edogawa Grenze zwischen Tokio und Chiba                                   |
| Bahnhof | 15,4                    | Ichikawa 市川                                                             | Ichikawa 市川                                                             |
| Haltepunkt / Haltestelle |                         | Moto-Yawata 本八幡 CS                                                     | Moto-Yawata 本八幡 CS                                                     |
| Haltepunkt / Haltestelle |                         | Shimousa-Nakayama 下総中山 CS                                             | Shimousa-Nakayama 下総中山 CS                                             |
| Turmbahnhof geradeaus unten |                         | Nishi-Funabashi 西船橋 CS; Musashino- und Keiyō-Linien                    | Nishi-Funabashi 西船橋 CS; Musashino- und Keiyō-Linien                    |
| Strecke von links · Kreuzung geradeaus unten · Strecke quer |                         | Keisei Hauptlinie                                                         | Keisei Hauptlinie                                                         |
| Bahnhof · Strecke · Strecke von links |                         | Bahnhof Keisei-Funabashi; Tōbu-Noda-Linie                                 | Bahnhof Keisei-Funabashi; Tōbu-Noda-Linie                                 |
| Strecke nach rechts · Bahnhof · Kopfbahnhof Streckenende | 23,2                    | Funabashi 船橋 Bahnhof Tōbu-Funabashi                                     | Funabashi 船橋 Bahnhof Tōbu-Funabashi                                     |
| Haltepunkt / Haltestelle |                         | Higashi-Funabashi 東船橋 CS                                               | Higashi-Funabashi 東船橋 CS                                               |
| Betriebs-/Güterbahnhof Streckenanfang · Strecke |                         | JR East Narashino Un’yu-ku 習志野運輸区                                   | JR East Narashino Un’yu-ku 習志野運輸区                                   |
| Strecke nach links · Abzweig geradeaus und von rechts |                         |                                                                           |                                                                           |
| Bahnhof | 26,7                    | Tsudanuma 津田沼                                                          | Tsudanuma 津田沼                                                          |
| Strecke von rechts · Strecke |                         | Keisei Chiba-Linie                                                        | Keisei Chiba-Linie                                                        |
| Bahnhof · Bahnhof |                         | Makuhari-Hongō 幕張本郷                                                   | Makuhari-Hongō 幕張本郷                                                   |
| Strecke nach rechts · Strecke |                         | zum Bahnhof Keisei-Makuhari                                               | zum Bahnhof Keisei-Makuhari                                               |
| Bahnhof |                         | Makuhari 幕張 CS                                                          | Makuhari 幕張 CS                                                          |
| Haltepunkt / Haltestelle |                         | Shin-Kemigawa 新検見川                                                    | Shin-Kemigawa 新検見川                                                    |
| Strecke mit Straßenbrücke |                         | Ost-Kantō-Autobahn                                                        | Ost-Kantō-Autobahn                                                        |
| Haltepunkt / Haltestelle | 35,9                    | Inage 稲毛                                                                | Inage 稲毛                                                                |
| Bahnhof |                         | Nishi-Chiba 西千葉 CS                                                     | Nishi-Chiba 西千葉 CS                                                     |
| Überleitstelle / Spurwechsel | (36,9)                  | Kurosuna-shingōjō 黒砂信号場                                              | Kurosuna-shingōjō 黒砂信号場                                              |
| Strecke von rechts · Bahnhof | 39,2                    | Chiba 千葉 Endpunkt der Chūō-Sōbu-Linie                                   | Chiba 千葉 Endpunkt der Chūō-Sōbu-Linie                                   |
| Turmbahnhof geradeaus unten · Kreuzung geradeaus unten | 39,2                    | Bahnhof Keisei-Chiba und Chiba Monorail                                   | Bahnhof Keisei-Chiba und Chiba Monorail                                   |
| Abzweig quer und nach rechts · Abzweig geradeaus und nach rechts |                         | Abzweig der Sotobō-Linie; danach zweigleisig                              | Abzweig der Sotobō-Linie; danach zweigleisig                              |
| Bahnhof | 40,1                    | Higashi-Chiba 東千葉                                                      | Higashi-Chiba 東千葉                                                      |
| Haltepunkt / Haltestelle | 43,4                    | Tsuga 都賀 Chiba-Monorail                                                 | Tsuga 都賀 Chiba-Monorail                                                 |
| Bahnhof | 46,9                    | Yotsukaidō 四街道                                                         | Yotsukaidō 四街道                                                         |
| Strecke mit Straßenbrücke |                         | Ost-Kantō-Autobahn                                                        | Ost-Kantō-Autobahn                                                        |
| Haltepunkt / Haltestelle | 51,1                    | Monoi 物井                                                                | Monoi 物井                                                                |
| Tunnel |                         |                                                                           |                                                                           |
| Bahnhof | 55,3                    | Sakura 佐倉                                                               | Sakura 佐倉                                                               |
| Strecke von links · Abzweig geradeaus und nach rechts |                         |                                                                           |                                                                           |
| Betriebs-/Güterbahnhof Streckenende · Abzweig geradeaus und nach links |                         | Narita-Linie; ab hier eingleisig                                          | Narita-Linie; ab hier eingleisig                                          |
| Bahnhof | 59,3                    | Minamishisui 南酒々井                                                     | Minamishisui 南酒々井                                                     |
| Strecke mit Straßenbrücke |                         | Ost-Kantō-Autobahn                                                        | Ost-Kantō-Autobahn                                                        |
| Bahnhof | 62,2                    | Enokido 榎戸                                                              | Enokido 榎戸                                                              |
| Bahnhof | 65,9                    | Yachimata 八街                                                            | Yachimata 八街                                                            |
| Bahnhof | 71,7                    | Hyūga 日向                                                                | Hyūga 日向                                                                |
| Strecke mit Straßenbrücke |                         |                                                                           |                                                                           |
| Bahnhof | 76,9                    | Narutō 成東                                                               | Narutō 成東                                                               |
| Abzweig geradeaus und nach rechts |                         | Tōgane-Linie                                                              | Tōgane-Linie                                                              |
| Bahnhof | 82,5                    | Matsuo 松尾                                                               | Matsuo 松尾                                                               |
| Bahnhof | 86,8                    | Yokoshiba 横芝                                                            | Yokoshiba 横芝                                                            |
| Haltepunkt / Haltestelle | 90,6                    | Iigura 飯倉                                                               | Iigura 飯倉                                                               |
| Bahnhof | 93,7                    | Yōkaichiba 八日市場                                                       | Yōkaichiba 八日市場                                                       |
| Bahnhof | 98,8                    | Higata 干潟                                                               | Higata 干潟                                                               |
| Bahnhof | 103,6                   | Asahi 旭                                                                  | Asahi 旭                                                                  |
| Bahnhof | 106,3                   | Iioka 飯岡                                                                | Iioka 飯岡                                                                |
| Tunnel |                         |                                                                           |                                                                           |
| Haltepunkt / Haltestelle | 109,2                   | Kurahashi 倉橋                                                            | Kurahashi 倉橋                                                            |
| Bahnhof | 111,8                   | Saruda 猿田                                                               | Saruda 猿田                                                               |
| Abzweig geradeaus und von links |                         | Narita-Linie                                                              | Narita-Linie                                                              |
| Bahnhof | 117,3                   | Matsugishi 松岸                                                           | Matsugishi 松岸                                                           |
| Kopfbahnhof Strecke ab hier außer Betrieb | 120,5                   | Chōshi 銚子 Beginn der Chōshi-Dentetsu-Linie                              | Chōshi 銚子 Beginn der Chōshi-Dentetsu-Linie                              |

Als Sōbu-Hauptlinie (jap. 総武本線, Sōbu-honsen) wird die Bahnstrecke zwischen dem Bahnhof Tokio und Chōshi in der Präfektur Chiba in Japan bezeichnet. Die Anbindung an die Chūō-Hauptlinie zwischen Ochanomizu und Ryōgoku gehört als Strecke ebenfalls zur Sōbu-Hauptlinie; auf ihr verkehren durchgehende Züge der Chūō-Sōbu-Linie. Strecke und Linie werden von der JR Higashi-Nihon (JR East) betrieben.
Im westlichen Teil ist die Strecke eine wichtige Pendlerverbindung von Chiba und den östlichen Vororte Tokios ins Zentrum. Im Osten verläuft sie durch weniger dicht besiedelten Gebiete der Präfektur Chiba zur Pazifikküste und dient auch dem Freizeit- und Fernverkehr.

## Name
Sōbu wird die Region östlich vom Zentrum Tokios in den heutigen Präfekturen Tokio und Chiba genannt. Die Bezeichnung Sōbu leitet sich von den Namen der ehemaligen Provinzen Kazusa (上総) bzw. Shimousa (下総) und Musashi (武蔵) ab. Die sino-japanische Lesung der zusammengezogenen Kanji 総武 ist Sōbu.

## Geschichte

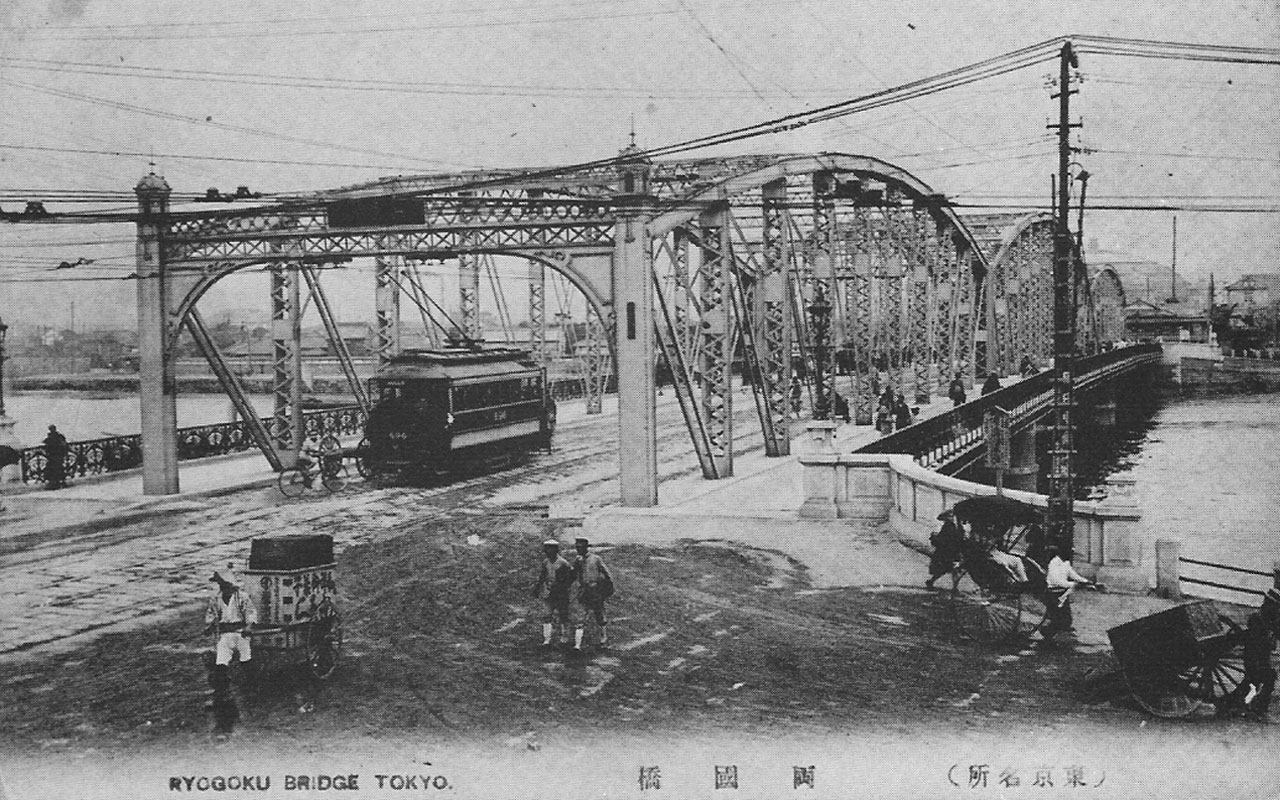
Die Ryōgoku-Brücke (Ryōgokubashi) über den Sumida war anfangs die wichtigste Anbindung der Innenstadt Tokios an die Sōbu-Linie.

Die Sōbu-Linie wurde ursprünglich als Privatlinie gebaut. Im Juli 1894 eröffnete die Sōbu Tetsudō (総武鉄道, „Sōbu-Eisenbahn“) die Strecke von Ichikawa nach Sakura. Bereits im Dezember desselben Jahres wurde das Teilstück von Ichikawa bis Honjo (heute: Kinshichō) eröffnet. 1897 wurde die Strecke im Osten ausgebaut: Im Mai wurde sie bis Narutō, im Juni schließlich bis Chōshi verlängert. 1904 wurde im Westen der Bahnhof Ryōgokubashi (heute: Ryōgoku) am Ufer des Sumida eingerichtet; gleichzeitig machte die Tōbu Tetsudō mit der Fertigstellung der Kameido-Linie, deren Züge von Hikifune bis 1910 ebenfalls bis Ryōgokubashi verkehrten, einen Übergang zu ihrem Streckennetz in den Norden Tokios möglich. 1907 wurde das Teilstück von Ryōgokubashi nach Kameido zweigleisig ausgebaut. Von Westen führten Straßenbahnen über die Ryōgoku-Brücke Personen heran; Fracht konnte mit Schiffen auf dem Sumida transportiert werden.
Nach Erlass des „Gesetzes über die Verstaatlichung der Eisenbahn“ (鉄道国有法, Tetsudō Kokuyū-hō) ging die Sōbu-Linie 1907 in den Besitz der Staatsbahn (Kokutetsu) über. Bis Oktober 1908 erhielt die Strecke durchgehend bis Chiba ein zweites Gleis. 1909 gab die Staatsbahn der Strecke ihren heutigen Namen „Sōbu-Hauptlinie“.
1932 wurde die elektrifizierte, zweigleisige Strecke von Ochanomizu nach Ryōgoku – der Bahnhof Ryōgokubashi war 1931 umbenannt worden – für den Personenverkehr eröffnet. Dieses Teilstück verbindet die Sōbu- mit der Chūō-Hauptlinie, durch die Verbindung wuchs die Bedeutung als Pendlerbahn, erste durchgehende Züge wurden eingesetzt. Auf dem Teilstück verkehren heute die Züge der Chūō-Sōbu-Linie. Bis 1935 wurde die Sōbu-Hauptlinie in drei Schritten bis Chiba elektrifiziert. 

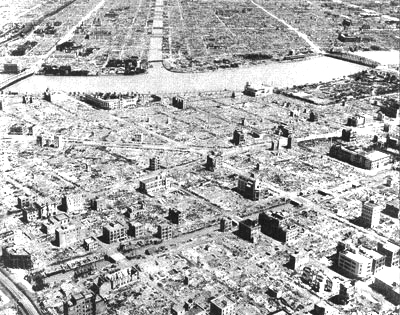
Das Ufer des Sumida nach dem Luftangriff vom 10. März 1945. In der linken oberen Ecke die Sōbu-Hauptlinie mit dem Bahnhof Ryōgoku.

Im Zweiten Weltkrieg wurden durch die alliierten Luftangriffe viele Bahnhöfe zerstört. Allerdings blieb die Strecke selbst weitgehend intakt, und noch in den letzten Kriegstagen wurden in Erwartung einer Invasion Truppen der kaiserlichen Armee auf der Sōbu-Hauptlinie transportiert.
Im Wirtschaftswunder der Nachkriegszeit wuchs die Bedeutung der Sōbu-Hauptlinie als Pendlerbahn weiter, zu den Stoßzeiten verkehrten auf den westlichen Teilstücken Züge mit bis zu acht Waggons nun im Takt von wenigen Minuten. Ab 1946 wurden Triebzüge der Serie 63 eingesetzt, die nach dem Brandunfall im Bahnhof Sakuragichō 1951 umgerüstet wurde und fortan Serie 73 hieß. Ab 1963 wurden zwischen Ochanomizu und Chiba die schnelleren Züge der Serie 100 eingeführt.
In drei Abschnitten wurde 1965 bis 1968 die Strecke zwischen Chiba und Sakura zweigleisig ausgebaut und 1968 elektrifiziert. 1974 elektrifizierte man auch das letzte Teilstück bis Chōshi. Nach der Fertigstellung der Tōzai-Linie 1969 nach Tsudanuma wurden für den gestiegenen Pendlerverkehr in den Stoßzeiten auch durchgehende U-Bahn-Züge bis Tsudanuma eingesetzt.

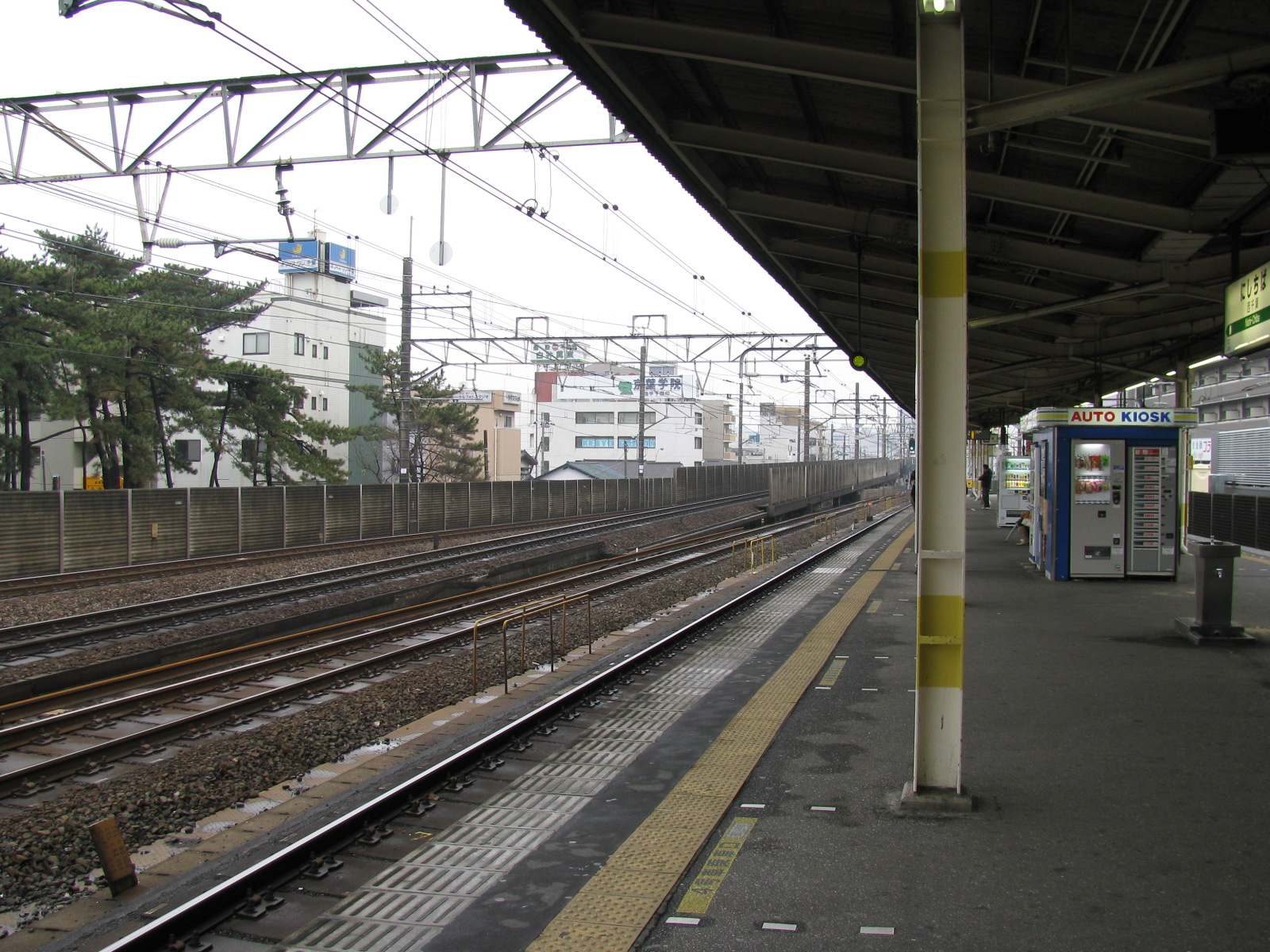
Bahnhof Nishi-Chiba, links die Gleise für den Schnellzugverkehr. Durch den Ausbau verloren die ausgelassenen Bahnhöfe für den Durchgangsverkehr an Bedeutung.

1972 folgte ein großer Ausbau der Sōbu-Hauptlinie: Eine unterirdische Strecke führte vom Bahnhof Tokio bis Ryōgoku. Auf ihr sollten nur Schnellzüge eingesetzt werden, für die zwei zusätzliche Gleise bis Tsudanuma verlegt wurden. Neue Bahnsteige wurden nur an den Haltepunkten der neuen Linie angelegt. Bis 1981 wurde die Strecke so bis Chiba viergleisig (bzw. auf dem Teilstück von Kameido bis Shin-Koiwa fünfgleisig) ausgebaut.
Für die Privatisierung wurde die Staatsbahn 1987 aufgeteilt, die Sōbu-Hauptlinie wurde an die JR Higashi-Nihon übertragen. Seither wurde die Strecke sukzessive bis Sakura (2001) mit dem Zugbeeinflussungssystem ATS (Automatic Train Stop) aufgerüstet, das in Notfällen, z. B. bei Überfahren eines Signals oder bei Erdbeben, einen sofortigen automatischen Halt der Züge ermöglicht.

## Güterverkehr und Betriebsanlagen
Für den Frachtverkehr wurde 1926 eine Nebenlinie vom Bahnhof Kanamachi an der Jōban-Linie eröffnet. 1963 wurde die 3,1 Kilometer lange Verbindung zum Güterbahnhof Etchūjima eröffnet, die ein Jahr später elektrifiziert wurde. Bis zum Bahnhof Shin-Koiwa wurde 1971 ein drittes Gleis angelegt. Eigene Güterbahnhöfe befanden sich in Shin-Koiwa und bis 2000 an der Nebenstrecke nach Etchūjima der Bahnhof Onagigawa (小名木川).
Im Güterverkehr war zuletzt vor allem die Verbindung auf den beiden Nebenstrecken vom Frachtbahnhof Etchūjima zum Bahnhof Shin-Koiwa und von dort weiter zum Bahnhof Kanamachi von Bedeutung. Seitdem die JR Freight ihren Frachtverkehr 2000 auf die Musashino und Keiyō-Linien verlegt hat, fahren aber auch dort nur noch Bauzüge für Streckenbau und -wartung. Der Güterverkehr zwischen Shin-Koiwa und Sakura war bereits 1984 eingestellt worden.
Östlich des Bahnhofs Sakura befand sich ein großes Bahnbetriebswerk (佐倉機関区, Sakura kikan-ku) an der Strecke, das ab 1950 Güter- und Personenzüge der Staatsbahn in Chiba versorgte. Nach der Privatisierung wurden dort noch Dieselzüge der JR Freight aus der Region Kantō gewartet. 1997 wurde das Werk nach dem Bau des neuen Bahnbetriebswerkes Chiba geschlossen.
Am Bahnhof Makuhari-Hongō liegt ein weiteres Betriebswerk, das „Waggonzentrum Makuhari“ (幕張車両センター, Makuhari Sharyō Sentā) der JR Higashi-Nihon. Dort werden viele Züge der durch Chiba verlaufenden Linien der Gesellschaft zusammengestellt. Etwas weiter westlich zweigt hinter dem Bahnhof Tsudanuma die Zufahrt zu einem Depot ab, dem Narashino Un’yū-ku (習志野運輸区), wo Züge der Sōbu-Schnellzug-, Chūō-Sōbu- und der Tōzai-Linie abgestellt werden.

## Linien
Die Chūō-Sōbu-Linie befährt von der Chūō-Hauptlinie kommend die Strecke von Ochanomizu nach Ryōgoku, hält danach an allen Bahnhöfen der Strecke und endet in Chiba. Die Schnellzüge (快速, kaisoku) nutzen die unterirdische Strecke vom Bahnhof Tokio und ab Ryōgoku die beiden nördlichen Gleise; sie halten nur an den erweiterten Bahnhöfen der 1972/81 ausgebauten Strecke. Zusätzlich gibt es „Pendler-Schnellzüge“ (通勤快速, tsūkin kaisoku), die zwischen Kinshichō und Chiba nur in Funabashi halten. Im Westen fahren die Schnellzüge teilweise als Yokosuka-Sōbu-Linie weiter in Richtung Yokohama. Im Osten fahren einige Schnellzüge weiter bis Narutō, andere bis Sakura und über die Narita-Linie nach Narita. Auch der Flughafenzubringer Narita Express zum Flughafen Tokio-Narita benutzt diese Strecke, allerdings ohne Zwischenhalt; lediglich in den Stoßzeiten fungiert er auch als Pendlerzug und hält teilweise auch in Chiba und Yotsukaidō. Zwischen Nishi-Funabashi und Tsudanuma verkehren morgens an Werktagen durchgehende U-Bahn-Züge der Tōzai-Linie.
Der Home Liner Chiba, ein Expresszug mit reservierten Sitzplätzen, verkehrt vor allem an Wochenenden und Feiertagen. Er hält beginnend in Tokio bis Chiba nur in Tsudanuma und Inage, andere Züge kommen von Shinjuku und Akihabara. der Home Liner Tsudanuma von Shinjuku nach Tsudanuma hält nur in Akihabara. Auch die Expresszüge Shiosai (Tokio/Shinjuku–Chōshi), Ayame (Tokio–Chōshi), Azusa (Chiba–Matsumoto), Sazanami (Tokio/Shinjuku–Tateyama) und der Shinjuku-Kawashio (Shinjuku–Awakamogawa) benutzen teilweise oder ganz die Sōbu-Hauptlinie.
Die Zugverbindung östlich von Chiba wird als Linie im Gegensatz zur Sōbu-Schnellzug-Linie und der Chūō-Sōbu-Linie im Westen – zusammen Sōbu-Linie – als eigentliche Sōbu-Hauptlinie bezeichnet. Dort verkehren weniger Züge, die abgesehen von den durchgehenden Zügen bis Narutō und den Expresszügen an allen Bahnhöfen halten. Die Teilstücke von Chiba bis Narutō und von Matsugishi nach Chōshi werden auch von Zügen der Narita-Linie befahren.

### Fuhrpark
Am häufigsten sind auf der Sōbu-Hauptlinie die Triebzüge der Serie 209-2000 und -2100 für die Lokalzüge und die Serie E217 als Regionalzug anzutreffen.
Die auf die Chūō-Linie durchgehenden Züge der Chūō-Sōbu-Linie sind gelb oder hellblau gestrichene Modelle der Serien E231-900, -0, -500 und -800.
Die Expressverbindungen nutzen eigene Modelle wie die Serie E259 für den Narita Express. Die Serien 211 und 113 wurde bis 2013 verschrottet. Die Serie E217 wird durch die Baureihe E235 ersetzt.

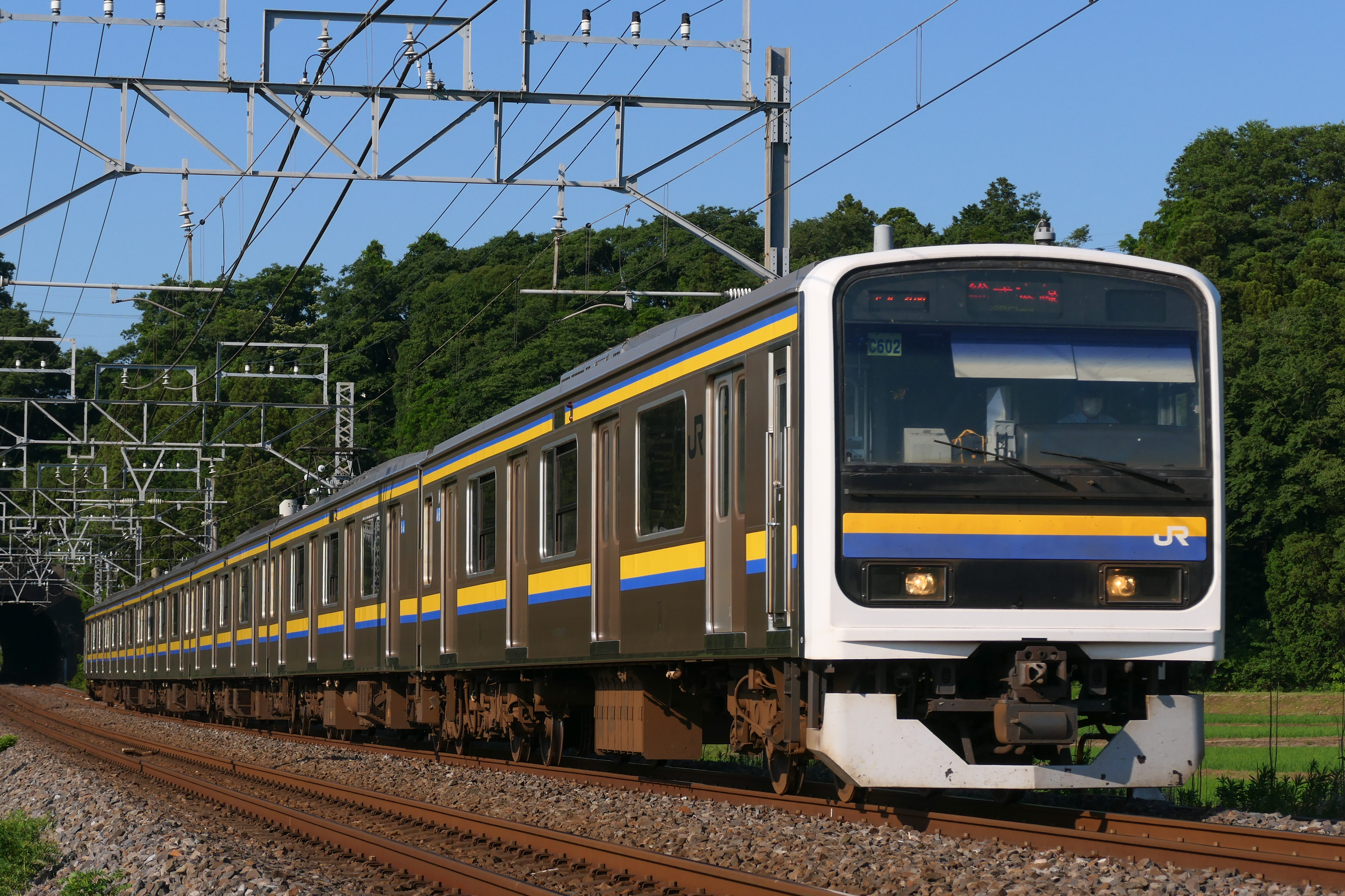
Serie 209-2000 für Lokalzüge
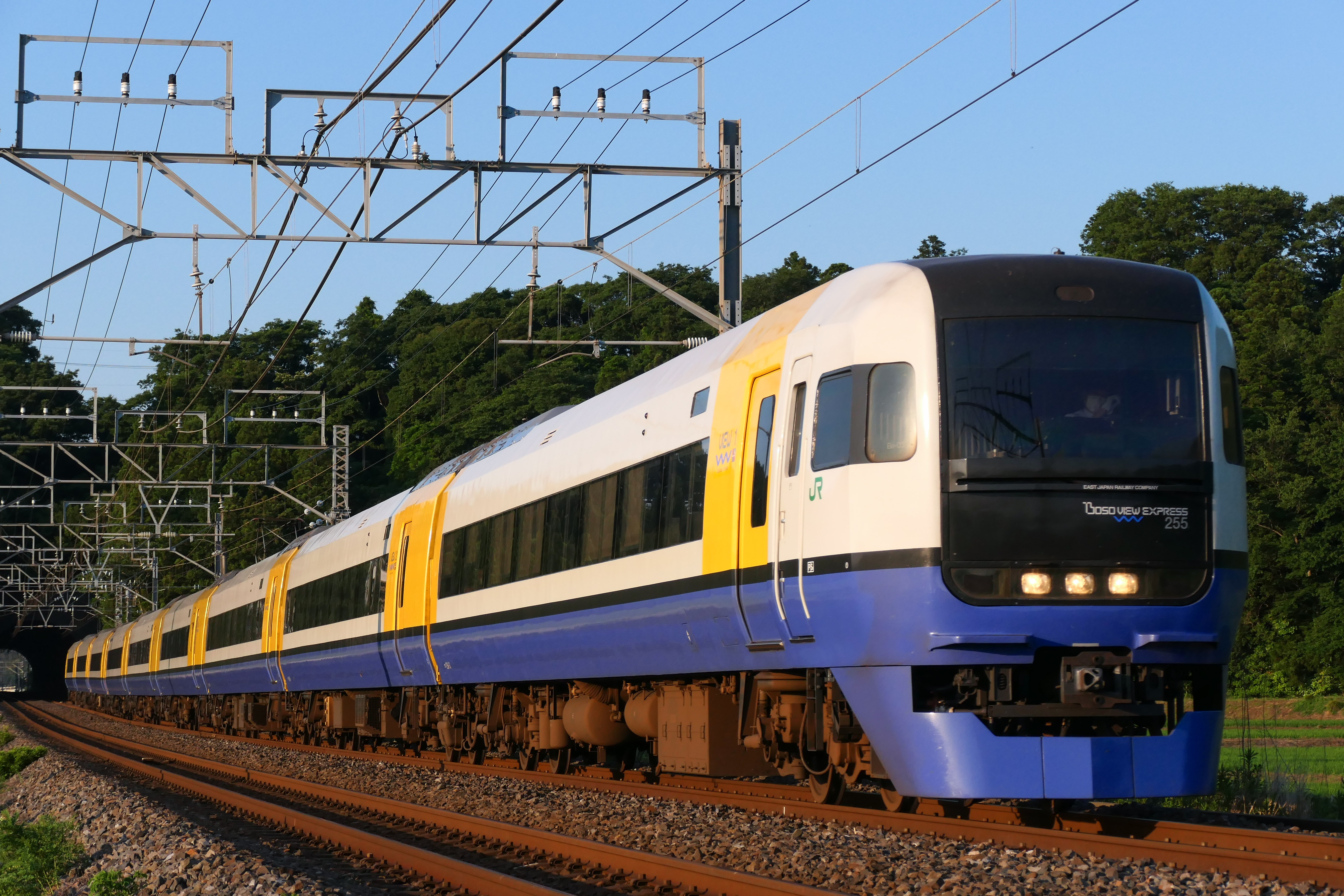
Shiosai (Serie 255 und E257-500)
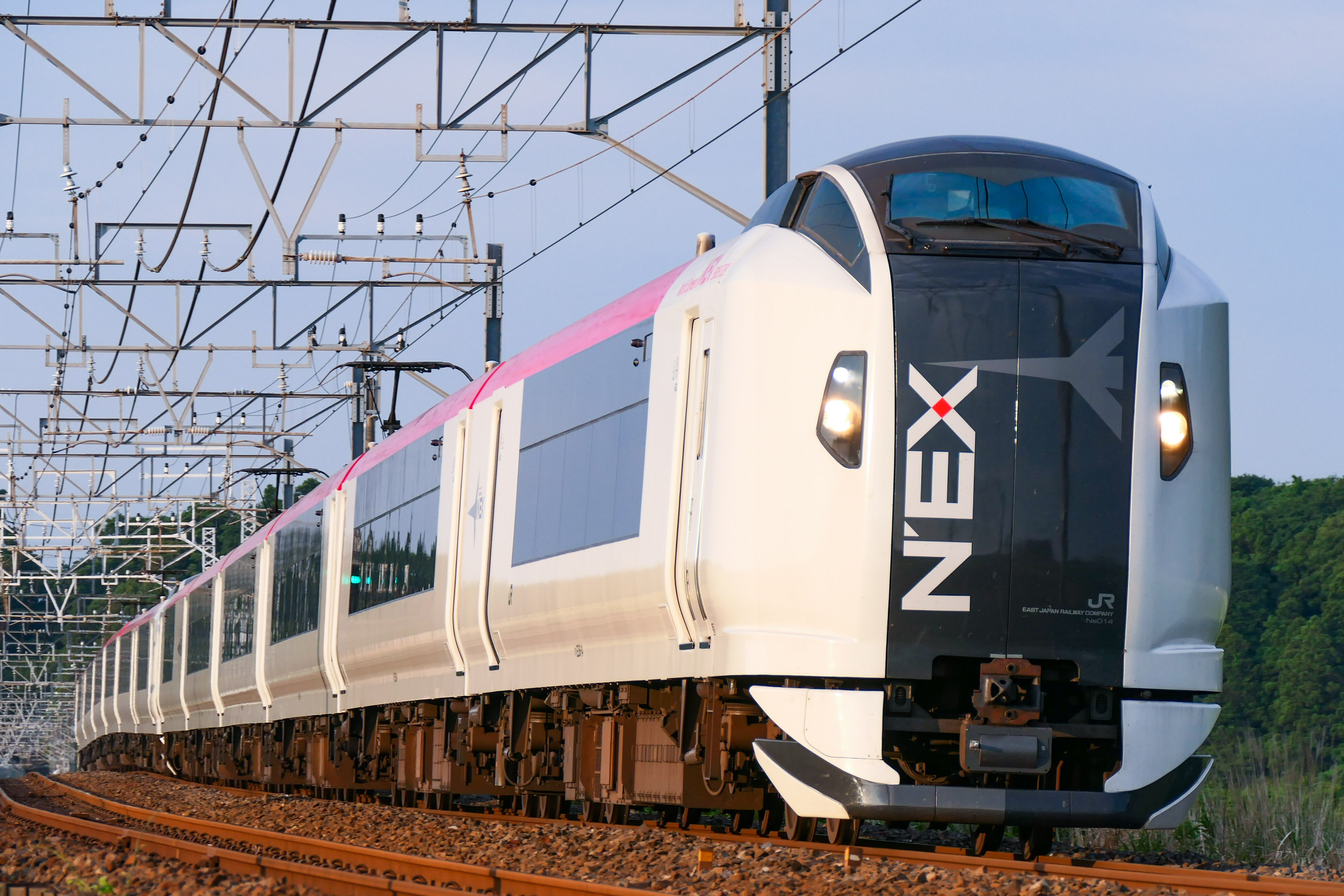
Narita Express (Serie E259)
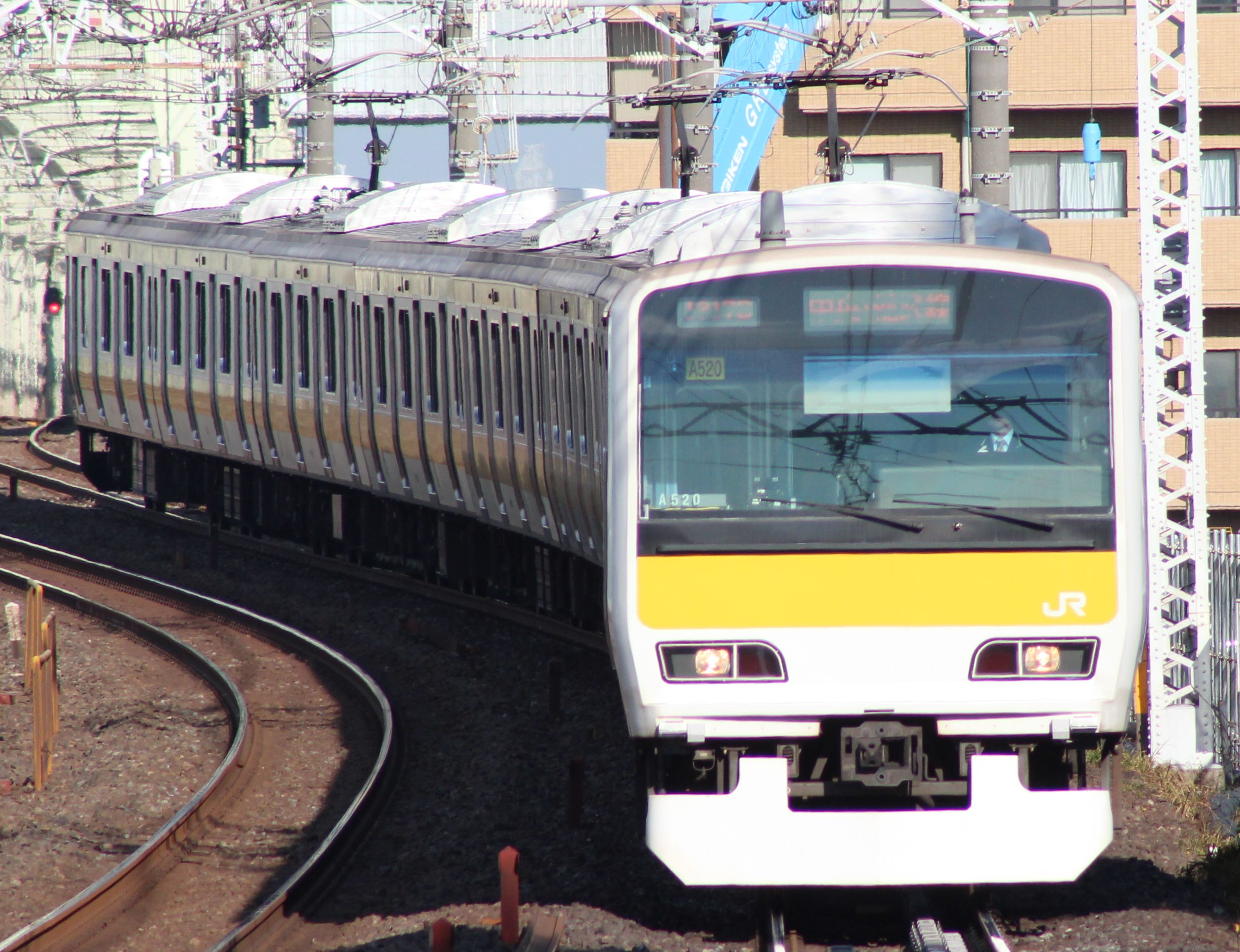
E231-500 der Chūō-Sōbu-Linie